# تپه اجاق تپه سی
تپه اجاق تپه سی مربوط به سده‌های اولیه دوران‌های تاریخی پس از اسلام است و در شهرستان نیر، بخش کورائیم، دهستان یورتچی غربی، روستای جلوگیر واقع شده و این اثر در تاریخ ۲۷ بهمن ۱۳۸۷ با شمارهٔ ثبت ۲۴۵۱۷ به‌عنوان یکی از آثار ملی ایران به ثبت رسیده است.